# Bois-le-Roi, Eure
Bois-le-Roi là một xã thuộc tỉnh Eure trong vùng Normandie miền bắc nước Pháp.